# Esclarmonde de Foix la Grande
Esclarmonde de Foix, detta La grande Esclarmonde, in occitano Esclarmonda de Fois (... – 1215), fu una figura dell'eresia càtara.

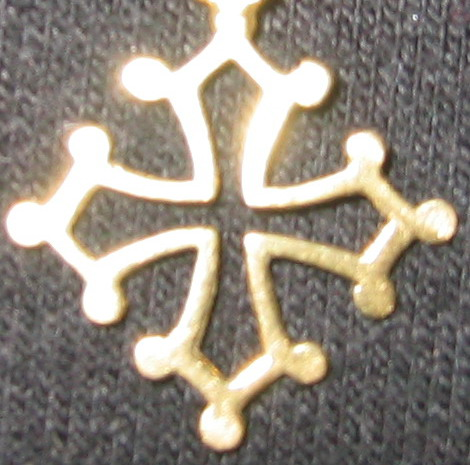
Croce occitana

Era figlia di Ruggero Bernardo I, conte di Foix (1130 – 1188) e di Cecilia di Trencavel, e sorella di Raimondo Ruggero di Foix (1152 – 1223).

## Biografia
Ella fu data in sposa a Jourdain de l'Isle-Jourdain, signore dell'Isle-Jourdain e da questo matrimonio nacquero numerosi figli, fra i quali:
- Bernardo Giordano de l'Isle-Jourdain, erede della signoria
- Guglielmina
- Oliva
- Ottone di Terride
- Bertrand, barone di Launac

Rimasta vedova nell'ottobre del 1200, si volse verso il catarismo. Nel 1204 ricevette a Fanjeaux, insieme ad altre nobildonne (Aude de Fanjeaux, Fays de Durfort, Raymonde de Saint-Germain), il consolamentum, dalle mani del vescovo càtaro Guidalberto di Castres, in presenza del fratello Raimondo Ruggero.
Da quel momento non cessò di condurre una fervente propaganda a favore del catarismo.
Installatasi a Pamiers, si deve presumibilmente a lei l'iniziativa di far ricostruire la fortezza di Montségur.

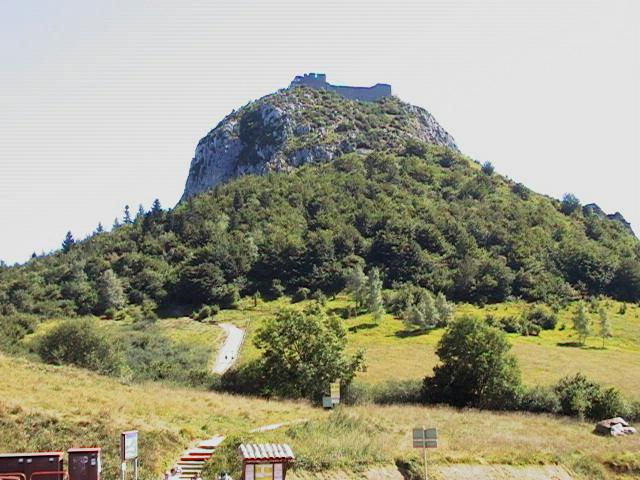
La fortezza di Montségur

Fece inoltre parte dei colloqui di Pamiers, detti anche «colloqui di Montréal » del 1207, ultimi contraddittori fra i catari e la Chiesa cattolica, rappresentata da San Domenico, poiché l'anno successivo Papa Innocenzo III proclamò la Crociata albigese contro i càtari.
Il suo ruolo è piuttosto controverso poiché, per alcuni, ella diffuse solo l'eresia nell'Ariège, costringendone gli abitanti a rispettare le regole di vita del catarismo, mentre per altri il suo attivismo permise di aprire numerosi ospedali e scuole ove veniva fornito l'insegnamento càtaro. Lei e la cognata Filippa (moglie di Raimondo Ruggero di Foix) condussero una casa per Perfetti a Dun, sui Pirenei, che funzionava come casa per anziani Perfetti e scuola per ragazze. Tutto questo attivismo le valse l'appellativo di grande Esclarmonde.

## Ascendenza
|                               |   |                                       | Genitori                             |  |  | Nonni |  |  | Bisnonni           |  |  | Trisnonni        |  |
|                               |   |                                       |                                      |  |  |       |  |  | Ruggero II di Foix |  |  | Pietro I di Foix |  |
|                               |   |                                       |                                      |  |  |       |  |  | Ruggero II di Foix |  |  | Pietro I di Foix |  |
|                               |   | Letgarda                              |                                      |  |  |       |  |  | Ruggero II di Foix |  |  |                  |  |
| Ruggero III di Foix           |   |                                       |                                      |  |  |       |  |  | Ruggero II di Foix |  |  |                  |  |
|                               |   | Stefania di Besalu                    | Guglielmo II di Besalu               |  |  |       |  |  |                    |  |  |                  |  |
|                               |   | Stefania di Besalu                    | Guglielmo II di Besalu               |  |  |       |  |  |                    |  |  |                  |  |
|                               |   | Stefania di Besalu                    | Stefania di Provenza                 |  |  |       |  |  |                    |  |  |                  |  |
| Ruggero Bernardo I di Foix    |   | Stefania di Besalu                    |                                      |  |  |       |  |  |                    |  |  |                  |  |
|                               |   | Raimondo Berengario III di Barcellona | Raimondo Berengario II di Barcellona |  |  |       |  |  |                    |  |  |                  |  |
|                               |   | Raimondo Berengario III di Barcellona | Raimondo Berengario II di Barcellona |  |  |       |  |  |                    |  |  |                  |  |
|                               |   | Raimondo Berengario III di Barcellona | Matilde d'Altavilla                  |  |  |       |  |  |                    |  |  |                  |  |
| Jimena di Barcellona          |   | Raimondo Berengario III di Barcellona |                                      |  |  |       |  |  |                    |  |  |                  |  |
|                               |   | Maria Díaz de Vivar                   | El Cid                               |  |  |       |  |  |                    |  |  |                  |  |
|                               |   | Maria Díaz de Vivar                   | El Cid                               |  |  |       |  |  |                    |  |  |                  |  |
|                               |   | Maria Díaz de Vivar                   | Jimena Díaz                          |  |  |       |  |  |                    |  |  |                  |  |
| Esclarmonde de Foix la Grande |   | Maria Díaz de Vivar                   |                                      |  |  |       |  |  |                    |  |  |                  |  |
|                               | … | …                                     |                                      |  |  |       |  |  |                    |  |  |                  |  |
|                               | … | …                                     |                                      |  |  |       |  |  |                    |  |  |                  |  |
|                               | … | …                                     |                                      |  |  |       |  |  |                    |  |  |                  |  |
| Raimondo I Trencavel          | … |                                       |                                      |  |  |       |  |  |                    |  |  |                  |  |
|                               |   | …                                     | …                                    |  |  |       |  |  |                    |  |  |                  |  |
|                               |   | …                                     | …                                    |  |  |       |  |  |                    |  |  |                  |  |
|                               |   | …                                     | …                                    |  |  |       |  |  |                    |  |  |                  |  |
| Cecilia Trencavel             |   | …                                     |                                      |  |  |       |  |  |                    |  |  |                  |  |
|                               |   | …                                     | …                                    |  |  |       |  |  |                    |  |  |                  |  |
|                               |   | …                                     | …                                    |  |  |       |  |  |                    |  |  |                  |  |
|                               |   | …                                     | …                                    |  |  |       |  |  |                    |  |  |                  |  |
| Adelaide                      |   | …                                     |                                      |  |  |       |  |  |                    |  |  |                  |  |
|                               |   | …                                     | …                                    |  |  |       |  |  |                    |  |  |                  |  |
|                               |   | …                                     | …                                    |  |  |       |  |  |                    |  |  |                  |  |
|                               |   | …                                     | …                                    |  |  |       |  |  |                    |  |  |                  |  |
|                               |   | …                                     |                                      |  |  |       |  |  |                    |  |  |                  |  |